# 金刚级铁甲舰
金刚级铁甲舰是英国造船厂于19世纪70年代为日本帝国海军建造的一款装甲轻型护卫舰。在1878年俄土战争期间，英国曾提出购买这两艘舰，但遭到日方拒绝。1887年，两舰转为训练舰，并进行了前往地中海和太平洋沿岸国家的训练巡航。1894年至1895年甲午战争期间，这两艘军舰重返现役，其中一艘参加了鸭绿江之战，两艘都参加了威海卫之战。金刚级铁甲舰在战后恢复了训练职责，尽管它们在1904年至1905年的日俄战争中扮演了次要作用。1906年，它们被重新归类为测量船，并分别于1910年和1912年被出售拆解。

## 背景
1874年5月，日本为报复排湾族原住民杀害大批遭遇海难的水手而对台湾发动征讨，导致中国与日本之间的紧张局势加剧。中国开始向英国询问购买铁甲舰的可能性，而日本则已经在与巴西政府就购买正在英国建造的铁甲舰“独立”号进行谈判。由于“独立”号在下水时严重受损，而日本远征军也即将撤出台湾，日本于10月终止了与巴西的谈判。这场危机表明加强日本海军的必要性，代理海军大臣川村纯义就在同月提交了一份预算申请，要求拨款390万至420万日元用于从国外购买三艘军舰。由于当时日本的船厂无法建造如此大型的舰船，因此这些军舰的订单交给了英国。然而，这一提案因费用过高被拒绝，经过修订的230万日元预算申请在当月晚些时候获得批准。此后一直没有实际进展，直到1875年3月川村纯义提出用获批预算的一半购买一艘铁甲舰，剩余的资金用于在横须贺造船厂进行造舰和火炮生产，但在提案修改之前，首相办公室没有做出任何回应。之后，提案被修改为使用所有分配资金购买三艘舰艇，一艘装甲护卫舰和两艘采用鐵脅木殼的装甲轻型护卫舰，由英国著名海军建筑师、前皇家海军海军造舰总监爱德华·里德爵士设计。里德同时还负责监督船舶的建造，并收取相当于建造成本5%的报酬。日本首相办公室于5月2日批准了修改后的提案，并通知时任日本驻英领事上野景范，海军军官将前往英国与里德就造舰合同进行谈判。
1875年7月21日，日本海军中校松村淳藏抵达伦敦，并向里德提供了舰艇的具体规格需求。里德于9月3日就具体需求作出答复，提出的报价（不包括武器）超出了预算分配的金额。由于为里德计划前往俄罗斯旅行，必须在他出发前完成诸般事项，尽管存在报价问题，上野景范还是于9月24日签署了全部三艘舰的造舰合同。在签署合同前，上野景范已经将费用告知海军省，但川村纯义关于推迟装甲护卫舰订单的回复直到10月8日才到达。三份造舰合同总额为433,850英镑，合2,231,563日元，其中还不包括武器装备。武器装备都是另外从克虏伯公司订购的，首付比例为50%的定金，即24,978英镑。尽管首相办公室于1876年6月5日批准了额外费用，政府仍然难以筹措所需资金，尤其是还需要更多资金为舰船全面装备以及为其航行至日本做准备。

## 性能细节

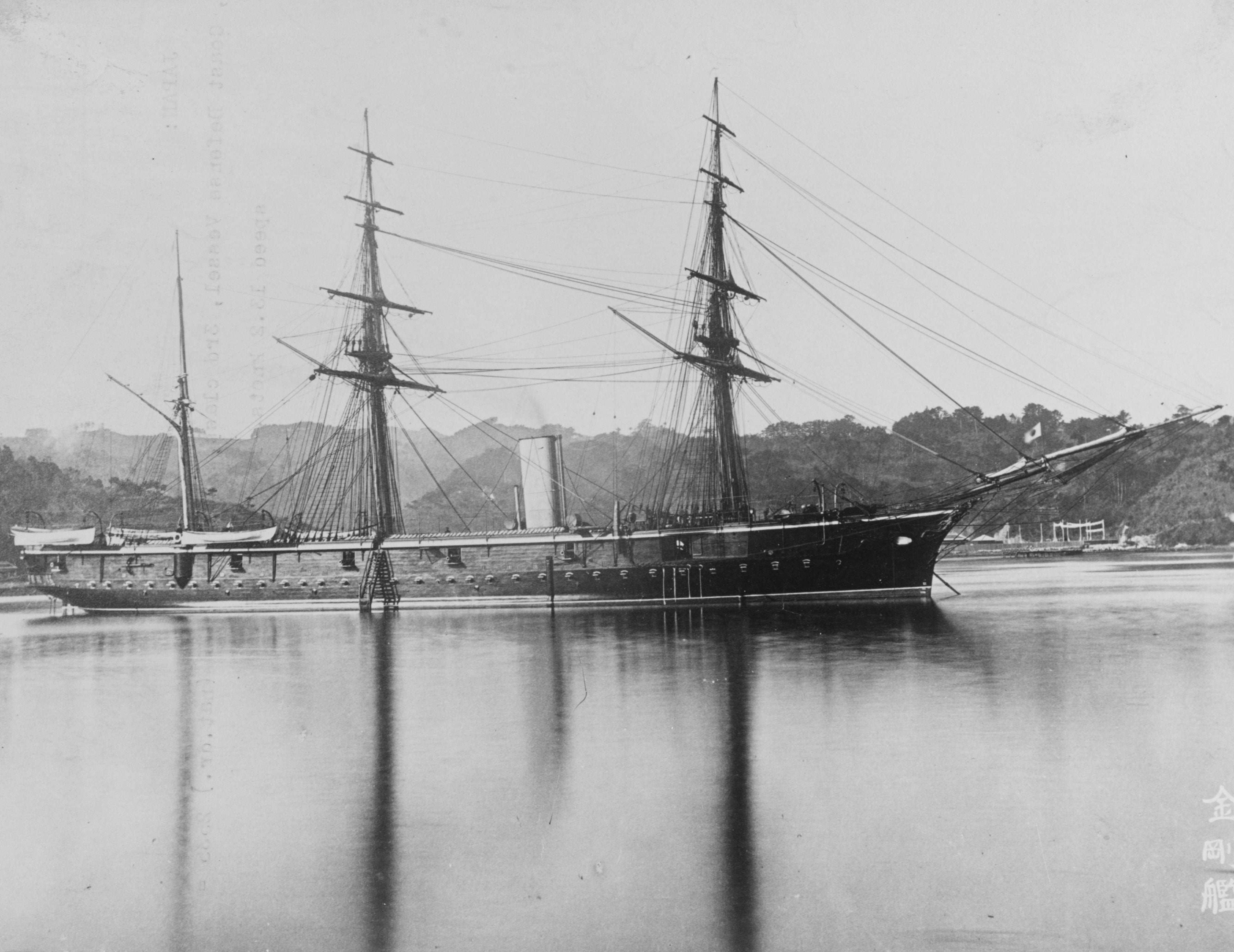
停泊中的“金刚”号铁甲舰

金刚级铁甲舰垂线间长220英尺（67.1），舷宽41英尺（12.5）。两舰的前部吃水深度为18英尺（5.5），后部为19英尺（5.8）。舰艇排水量为2,248長噸（2,284公噸），配备22名军官和212名士兵。为了减少生物污垢，舰体覆盖了铜质护板。

### 推进系统
金刚级舰配备了一台由厄尔造船工程公司制造的双缸双胀式水平回程连杆蒸汽机，驱动一具双叶16英尺（4.9）螺旋桨。六座圆柱形锅炉以4.22巴（422千帕斯卡；61磅力每平方英寸）的工作压力向发动机提供蒸汽。该发动机设计输出功率为2,500匹指示馬力（1,900千瓦特），使船舶速度达到13.5節（25.0每小時；15.5英里每小時）。在海上试航期间，该型舰的最大速度达到13.75—13.92節（25.47—25.78每小時；15.82—16.02英里每小時）。它们最大可携带345—390長噸（351—396公噸）煤，足以在10節（19每小時；12英里每小時）的速度下航行3,100海里（5,700；3,600英里）。
金刚级铁甲舰采用三桅帆船式帆装，总帆面积为14,036平方英尺（1,304平方）。为了在仅靠帆航行时减少风阻，烟囱被设计成半可收缩式。1895年，舰上的上桅杆被拆除。
1889年，两艘船都在横须贺海军工厂更换了锅炉：“比睿”号安装了两座钢制双头圆柱形锅炉，而“金刚”号的新锅炉则与原来的锅炉类型相同。然而，新锅炉在海上试验中表现出功率不足，“金刚”号的轮机输出功率为2,028匹指示馬力（1,512千瓦特），最高速度为12.46節（23.08每小時；14.34英里每小時）；而“比睿”号的速度明显较慢，最高仅为10.34節（19.15每小時；11.90英里每小時），轮机输出功率仅有1,279匹指示馬力（954千瓦特）。

### 武器装备和装甲
这些舰艇装备有三门RK L/25克虏伯來福線後膛砲和六门152（6英寸）克虏伯炮。所有172毫米火炮均作为追击炮布置，两门在前，一门在后。前追炮采用枢轴式安装，射程范围可从舰侧向前方旋转122度。后方追击炮的旋转范围为每侧125度。152毫米火炮安装在舷侧。每艘舰还携带两门75（3.0英寸）短炮，供登陆使用或安装在舰载辅助船只上。
172毫米火炮使用重132磅（59.9）穿甲弹，炮口初速约为1,500英尺每秒（460每秒），据称能够在炮口处穿透10.3英寸（262）的铸铁装甲。有关152毫米炮的数据则未见记载。
在19世纪80年代，金刚级铁甲舰的武器装备得到加强，新增了四门四管25（1.0英寸）诺登费尔特机枪和两挺五联装11（0.4英寸）诺登费尔特机枪，用于防御鱼雷艇。大约在同一时期，每艘舰还配备了两具用于施瓦茨科普夫鱼雷的356（14.0英寸）鱼雷发射管。发射管安装在水线以上，每具发射管配备一枚鱼雷。1897年，两舰的反鱼雷艇武器装备再次得到加强，增加了两门2.5磅霍奇基斯机炮。日俄战争结束后，舰载武器装备减少为六门从俄国缴获的12磅炮和六门2.5磅炮。
金刚级铁甲舰的水线装甲带由铸铁制成，中部厚度为4.5英寸（114），在舰船两端逐渐减薄至3英寸（76）。

## 舰只
| 舰名     | 命名来源 | 建造者                               | 开建          | 下水          | 建成      |
| -------- | -------- | ------------------------------------ | ------------- | ------------- | --------- |
| “金刚”号 | 金刚山   | 赫尔厄尔造船工程公司                 | 1875年9月24日 | 1877年4月17日 | 1878年1月 |
| “比睿”号 | 比睿山   | 彭布罗克码头米尔福德黑文造船工程公司 | 1875年9月24日 | 1877年6月11日 | 1878年2月 |

## 服役
在1878年2月俄土战争期间，英国不愿接受沙俄军队占领奥斯曼土耳其首都君士坦丁堡，开始为战争做准备。此间，英国政府曾非正式地询问购买这两艘金刚级舰的可能性，但遭到了日本政府的坚决拒绝。这两艘舰于2月至3月间从英国启航，并在两个月后抵达横滨。由于当时日本帝国海军缺乏必要的经验，两舰由日方雇佣的英国船员操作航行至日本。直到7月10日，在明治天皇和众多高级政府官员出席的横滨正式仪式上，这两艘舰船才正式交接给日本海军。仪式结束后，两舰向公众开放参观。
“金刚”号在1879年末接待了前往日本访问的热那亚公爵。次年，“比睿”号访问了中国和波斯湾多个港口。1885年至1886年间，两艘船均被编入小型常备舰队。1887年两舰被改成训练船，并于1889至1890年间载着日本帝国海军学院的学员前往地中海进行了一次训练巡航。“比睿”号和“金刚”号将失事的土耳其军舰“埃尔图鲁尔”号上69名幸存者运回土耳其，船员们受到了苏丹阿卜杜勒-哈米德二世的接见。这两艘舰船还携带了一批海军学员。直到20世纪末，金刚级舰艇都会进行年度学员巡航，通常是前往太平洋沿岸的国家。1893年夏威夷革命期间，“金刚”号曾在一次巡航中停靠檀香山，不过该舰并未参与这场事件。次年，该舰返回夏威夷，并在那里短暂担任巡逻船，直到1894年下半年甲午中日战争爆发。“金刚”号没有参加鸭绿江之战，但“比睿”号参加了这次战役。“比睿”号在与中国舰船的激烈交战中受损严重，被迫撤出战斗。“比睿”号在战后进行了修复，并在1895年初的威海卫海战中与“金刚”号一起出战，但两舰都没有参与重大战斗。
金刚级两艘铁甲舰在1898年被重新定级为三级海防舰，但仍继续执行训练任务。在1906年被重新归类为测量船之前，它们在日俄战争中发挥了次要作用。“金刚”号于1909年从海军名单中除名，并于次年作为废品出售。两年后，“比睿”号也被从海军名单中除名，并于1912年3月25日前被出售。

## 脚注

### 引文
1. ↑  徐平, 胡珺 & 李强 (2015)，第317頁.
2. ↑  Lengerer (2006)，第40–41頁.
3. ↑  Evans & Peattie (1997)，第13–14頁.
4. ↑  Lengerer (2006)，第41–42頁.
5. ↑  Lengerer (2006)，第43–46頁.
6. 1 2 3  Jentschura, Jung & Mickel (1977)，第13頁.
7. 1 2 3 4 5 6 7 8  Lengerer (2007b)，第50頁.
8. ↑  Lengerer (2007a)，第32頁.
9. ↑  Lengerer (2007a)，第42頁.
10. ↑  Chesneau & Kolesnik (1979)，第220頁.
11. ↑  Lengerer (2007a)，第43頁.
12. 1 2 3  Lengerer (2007a)，第39頁.
13. ↑  Silverstone (1984)，第333頁.
14. ↑  Silverstone (1984)，第328頁.
15. ↑  Lengerer (2006)，第49頁.
16. ↑  Lengerer (2006)，第49–52頁.
17. ↑  Lengerer (2007b)，第46頁.
18. ↑  Dixon (1882)，第430頁.
19. ↑  邢利颉 (2020)，第321頁.
20. ↑  佟君 (2009)，第196頁.
21. ↑  Lengerer (2007b)，第47–49頁.
22. ↑  Lacroix & Wells (1997)，第654–655頁.
23. ↑  Wakukawa (1938)，第61–65頁.
24. 1 2 3  Lengerer (2007b)，第48–49頁.
25. ↑  Wright (2000)，第91–92頁.
26. ↑  Wright (2000)，第100–104頁.